# 700 euros, diario secreto de una call girl
700 euros, diario secreto de una call girl es una serie de televisión de final cerrado, producida por Diagonal TV para la cadena española Antena 3, que la emitió en la temporada estival de 2008, entre el 29 de julio y el 23 de septiembre.
Consta de una temporada de 16 episodios, emitidos semanalmente en el prime time del martes, a razón de dos entregas por semana, a excepción de los dos últimos capítulos, que se emitieron individualmente debido a su mayor duración.
Tras acabar la serie, esta fue repuesta en el canal digital de Antena 3, Nova, y posteriormente, de nuevo en Antena 3, tras la serie 90-60-90, de nuevo con doble entrega semanal.

## Sinopsis
Luna es una joven alegre, extrovertida y soñadora que sorprende a su prometido, Manuel, en brazos de su propia hermana, Mireia. Esto la impulsa a dejar su pueblo y tratar de empezar una nueva vida en Madrid, donde nada será fácil. Manuel, despechado, la acosará sin descanso hasta provocar un vuelco que le cambiará la vida por completo. La joven acabará con la cara marcada mientras que Gonzalo, un joven que se ha enamorado de Luna, terminará en coma. 
Para pagar el tratamiento que precisa Gonzalo, a Luna no le quedará otra salida que adentrarse en el mundo de la prostitución de lujo. En esta nueva vida, Luna conocerá a Cristina (Aroa Gimeno), Íngrid (María Casal), Laura (Adriana Lavat) y Alberto (Toni Cantó), y también encontrará el amor, pero será un amor que no tendrá el camino fácil.

## Elenco y personajes

### Principales
- Mercè Llorens como Luna.
- Marc Cartes como César Ayala.
- Toni Cantó como Alberto.
- María Casal como Íngrid.
- Iago García como Manuel Castro.
- Adriana Lavat como Laura.
- Aroa Gimeno como Cristina.
- Cristóbal Suárez como Gonzalo.

#### Colaboraciones especiales
- Pedro Miguel Martínez como Max.
- Luisa Gavasa como Emilia.
- Fiorella Faltoyano como Doña Úrsula Illarramendi.

### Recurrentes
- Gemma Giménez como Mireia.
- Ana Turpin como Irene Santolaria.
- Julio Arrojo como Lucas Rivera.
- Álvaro Monje como Esteban.
- María Almudéver como Rocío.
- Manuel Regueiro como Lorenzo.
- María Delgado como Olga.
- Débora Izaguirre como Marisa.
- José Navas como Santiago.
- Juli Mirá como Antonio.
- Carlos Manuel Díaz como Juez Garrido.

## Episodios
La serie consta de una temporada de 16 capítulos, que en su estreno obtuvieron una audiencia media de 2.151.375 espectadores. El episodio final, titulado «Una vida», fue el más visto de la serie, con una media de 2.505.000 espectadores.
| N.º | Título                         | Fecha de emisión original | Audiencia | Cuota pantalla |
| --- | ------------------------------ | ------------------------- | --------- | -------------- |
| 1   | «Los sueños»                   | 29 de julio de 2008       | 2.353.000 | 17,2%          |
| 2   | «Un solo instante»             | 29 de julio de 2008       | 2.353.000 | 17,2%          |
| 3   | «Un error lo tiene cualquiera» | 5 de agosto de 2008       | 2.107.000 | 16,3%          |
| 4   | «La única salida»              | 5 de agosto de 2008       | 2.161.000 | 20,6%          |
| 5   | «Soledad»                      | 12 de agosto de 2008      | 1.840.000 | 14,9%          |
| 6   | «Silencio»                     | 12 de agosto de 2008      | 1.982.000 | 20,3%          |
| 7   | «Sólo tú»                      | 19 de agosto de 2008      | 1.983.000 | 16,0%          |
| 8   | «Alma»                         | 19 de agosto de 2008      | 1.721.000 | 19,6%          |
| 9   | «Todo es mentira»              | 26 de agosto de 2008      | 2.108.000 | 15,9%          |
| 10  | «Orgullo»                      | 26 de agosto de 2008      | 1.939.000 | 20,5%          |
| 11  | «Quien la sigue, la consigue»  | 2 de septiembre de 2008   | 2.250.000 | 14,2%          |
| 12  | «Fatalidad»                    | 2 de septiembre de 2008   | 2.216.000 | 19,9%          |
| 13  | «Nacer y morir»                | 9 de septiembre de 2008   | 2.254.000 | 13,8%          |
| 14  | «Decisiones»                   | 9 de septiembre de 2008   | 2.426.000 | 18,3%          |
| 15  | «El monstruo del lago»         | 16 de septiembre de 2008  | 2.224.000 | 17,1%          |
| 16  | «Una vida»                     | 23 de septiembre de 2008  | 2.505.000 | 15,2%          |